# Прокофьев, Андрей Васильевич
Андрей Васильевич Прокофьев (6 июня 1959, Свердловск-45, — 17 июня 1989, Свердловск) — советский легкоатлет-спринтер, олимпийский чемпион в эстафете 4×100 метров (1980). Заслуженный мастер спорта СССР (1980).

## Биография
Андрей Прокофьев родился в семье Василия Николаевича и Анны Павловны Прокофьевых (в девичестве Черниковой). Старший брат — Александр.
Первый тренер Андрея в Свердловске-45 (Лесной) — Геннадий Яковлевич Ушаков, который производил набор в секцию легкой атлетики детей десятилетнего возраста. Потом тренировался под руководством сначала Бориса Андреевича Семёнова, а затем — Владимира Васильевича Попова. В то время Андрей равнялся на Юрия Маевского (тоже спринтера, мастера спорта СССР, выступавшего за Лесной, но который был старше Андрея на 11 лет). 
В 1978 году Андрей выиграл чемпионат СССР по лёгкой атлетике в состязаниях по бегу на 110 метров с барьерами и стал серебряным призером в составе команды РСФСР в эстафете 4×200 м. Всего в различных беговых дисциплинах (эстафета 4×100 м, бег 100 м, бег 200 м, бег 110 м/б, 60 м, 60 м/б) становился чемпионом СССР 13 раз. В следующем году впервые стал чемпионом страны в беге на 60 метров с барьерами. Тогда же начал свою международную карьеру, выступив на чемпионате Европы в закрытых помещениях в состязаниях по бегу на 60 метров с барьерами и выбыв в полуфинале. В 1979 году первенствовал на Универсиаде (г. Мехико, Мексика) в беге на 110 м с барьерами.
В 1980 году занял пятое место в состязаниях по бегу на 60 метров с барьерами на чемпионате Европы в закрытых помещениях. На Олимпийских играх стал четвёртым в беге на 110 метров с барьерами, уступив бронзовому призёру Александру Пучкову 0,05 секунды. В эстафете 4×100 метров советская команда в составе Владимира Муравьева, Николая Сидорова, Александра Аксинина и Прокофьева выиграла золото с результатом 38,26 сек. За выступление на Олимпиаде Прокофьев был награждён орденом «Знак Почёта» и стал заслуженным мастером спорта СССР.
В 1982 году Прокофьев стал чемпионом страны сразу в трёх видах — беге на 110 метров с барьерами, беге на 60 метров с барьерами и в беге на 100 метров. Тогда же на чемпионате Европы в Афинах выиграл серебро в беге на 110 метров с барьерами (13,42 сек.), уступив золото Томасу Мункельту из ГДР (13,41 сек.). В эстафете 4×100 метров советская команда (Сидоров, Аксинин, Прокофьев и Сергей Соколов) повторила олимпийский успех с результатом 38,60 сек.
В следующем году Прокофьев неудачно выступил в состязаниях по бегу на 60 метров с барьерами на чемпионате Европы в закрытых помещениях. Затем он победил на Универсиаде в беге на 110 метров с барьерами, а после этого в составе команды СССР (Прокофьев, Сидоров, Муравьёв и Виктор Брызгин) занял 3-е место в эстафете 4×100 метров на чемпионате мира.
В 1985 году окончил Свердловский юридический институт.
На чемпионате Европы 1986 года в Штутгарте неудачно выступил в беге с барьерами, не попав даже в восьмёрку. В мае 1987 года, выступая на Мемориале братьев Знаменских в Сочи, получил травму в предварительном забеге и сошёл с дистанции. После полученной травмы решил завершить спортивную карьеру. Полученная тяжёлая травма препятствовала полноценным выступлениям в барьерном беге, однако позволяла и дальше выступать в гладком спринте, главным образом в эстафете. Но Прокофьев критически оценивал возможности сборной на предстоящей в 1988 году Олимпиаде в Сеуле. Но сборная СССР выиграла эстафету 4×100 метров, а Владимир Муравьёв стал двукратным олимпийским чемпионом. 
В то же время Прокофьеву поступило предложение служить в Группе советских войск в Германии (ЗГВ) в качестве тренера. Супруга Юлия, тоже бегунья на короткие дистанции, завершила спортивную карьеру и работала адвокатом в Свердловской коллегии адвокатов. Отъезд в ГДР вместе с мужем означал потерю выгодного места работы. В совокупности с другими причинами она отказалась ехать вместе с ним, а в 1988 году подала на развод. В день своего тридцатилетия Прокофьев находился вместе с командой ЗГВ на соревнованиях в Волгограде. Оттуда он вылетел в Свердловск для встречи с сыном. Однако сына не оказалось в городе — мать уехала вместе с ним на отдых в Сочи. Впав в депрессию, Прокофьев повесился.
Похоронен на Широкореченском кладбище Екатеринбурга.

## Личные рекорды
- Бег на 100 м — 10.13 сек. (3 июня 1982, Москва, СССР)
- Бег на 110 м с барьерами — 13.28 сек. (Игры доброй воли 6 июля 1986, Москва, СССР), рекорд Европы;
- Бег на 60 м с барьерами — 7,67 сек. Москва (СССР) 1979, высшее мировое достижение (рекорды на этой дистанции ИААФ не регистрируются);
- Бег на 60 м с барьерами — 7,54 сек. Вильнюс (СССР) 1979, высшее мировое достижение (рекорды на этой дистанции ИААФ не регистрируются);
- Эстафета 4×100 м — 39,67 сек. Донецк (СССР) 08.07.1981, рекорд Европы среди юниоров